# Jamal Jones (baloncestista)
Jamal Avery Jones (Searcy, Arkansas; 17 de febrero de 1993) es un jugador de baloncesto estadounidense que actualmente juega en el BC Avtodor de la VTB United League.

## Trayectoria deportiva
Jones es un jugador formado a caballo entre los Ole Miss Rebels (2011-2012), Lee College (2012-2013) y Texas A&M Aggies (2013-2014), tras no ser elegido en el Draft de la NBA de 2014, disputaría la liga de desarrollo de la NBA con los Delaware 87ers durante la temporada 2014-2015.
En 2015, daría el salto a Europa para jugar en el Lille Métropole Basket Clubs de la PRO B, la segunda división de baloncesto de Francia, pero en febrero de 2016 retornaría al Delaware 87ers.
En 2016 disputó la liga de verano de la NBA con Philadelphia Sixers. Más tarde, disputaría la temporada 2016-17 en las filas del Lapuan Korikobrat de la Korisliiga, en el que disputó 39 partidos con unos promedios de 21 puntos por encuentro.
Disputa la temporada 2017-18 en las filas del Scaligera Basket Verona de la Legadue Gold con el que promediaría 14 puntos de media por encuentro.
En verano de 2018, seguiría su andadura como profesional en Grecia en las filas del PAOK Salónica BC de la A1 Ethniki.
El 19 de junio de 2022, firma por el Dinamo Basket Sassari de la Lega Basket Serie A.